# Komorica (Pleternica)
Komorica je naselje u Požeško-slavonskoj županiji, u sastavu grada Pleternice.

## Zemljopis
Smještena je oko 15 km jugoistočno od Požege, sjeverno od ceste Batrina-Pleternica, susjedna naselja su Pavlovci i Stara Kapela na zapadu te Ratkovica i Brodski Drenovac na jugu.

## Stanovništvo
Prema popisu stanovništva iz 2011. godine Komorica je imala 188 stanovnika.
| broj stanovnika | 100   | 115   | 105   | 149   | 182   | 226   | 224   | 234   | 200   | 268   | 247   | 226   | 208   | 216   | 213   | 188   | 116   |
|                 | 1857. | 1869. | 1880. | 1890. | 1900. | 1910. | 1921. | 1931. | 1948. | 1953. | 1961. | 1971. | 1981. | 1991. | 2001. | 2011. | 2021. |